# Selfhtml
Selfhtml (Eigenschreibweise: SELFHTML) ist ein Wiki, das sich mit den verschiedenen Aspekten der Webentwicklung befasst.
Das Wiki ist vor allem im deutschsprachigen Raum populär. Neben der technischen Dokumentation und der Unterstützung eines jeden, der selbstständig Inhalte im Web publizieren will, werden Webstandards und Themen wie Barrierefreiheit oder das semantische Web gefördert. Das Motto von SELFHTML lautet: „Die Energie des Verstehens“.
Der Trägerverein hat Mitglieder aus verschiedenen europäischen Ländern.

## Geschichte
Die Website wurde 1995 von Stefan Münz initiiert und zunächst als Online-Dokumentation ausschließlich von ihm aufgebaut. Die Dokumentation wurde kostenlos im Internet veröffentlicht. Seit 2005 lag das Projekt in den Händen eines Entwicklerteams, das gravierende Änderungen in der Verbreitung bzw. Entstehung plante. Eine Ende 2006 getestete Umwandlung des Projekts in ein Wiki auf Basis der auch von der Wikipedia eingesetzten Software MediaWiki erwies sich jedoch zunächst laut der Redaktion als ungeeignet.
Im Januar 2007 stieg Stefan Münz aus dem Projekt aus. Grund waren Unstimmigkeiten bezüglich der geplanten Umstellung auf ein Wiki-Konzept. Stefan Münz gründete ein neues Forum und ein Wiki. Die Arbeit an der Dokumentation wurde durch die verbleibenden Entwickler weitergeführt. Während im Hintergrund bereits an Version 9 gearbeitet wurde, erschien im März 2007 mit der 8.1.2 die letzte statische Version.
Da in den folgenden drei Jahren die Arbeiten an der geplanten Version 9.0 zu langsam voranschritten, wurde 2010 der ursprünglich bereits verworfene Wiki-Ansatz wieder reaktiviert. Am 14. März 2010 ging das SELFHTML-Wiki online, in dem SELFHTML in Zukunft weitergeschrieben wird. Als Software wird MediaWiki eingesetzt, die Inhalte stehen unter der Creative-Commons-Lizenz CC-BY-SA. Am 20. April 2015 wurde die veraltete Dokumentation endgültig abgeschaltet.
Vorübergehend waren Übersetzungen ins Französische, Englische, Spanische und Japanische verfügbar.

## Inhalte der Dokumentation
Das Projekt versteht sich sowohl als Einführung als auch als Nachschlagewerk.

### Einführung
Besprochen werden die Auszeichnungssprachen HTML, XML und SVG, die Layoutsprachen CSS und XSL, die Skriptsprachen JavaScript und PHP. Für jedes Thema wird ein Quelltext-Beispiel gezeigt, welches sowohl angeschaut als auch selbst verändert werden kann. Anschließend folgt eine Erklärung des Beispiels.
Neben der Dokumentation der verschiedenen Techniken werden praktische Aspekte behandelt, u. a. die Konfiguration eines Webservers, rechtliche Aspekte des Web-Authorings oder Grundlagen des Gestaltens von Web-Grafiken.

### Nachschlagewerk
Es gibt detaillierte Referenzen zu HTML, SVG und CSS, einen Schnell-Index als Stichwort- und Syntaxverzeichnis, eine Suchfunktion und verschiedene „kleine Helferlein“. Für Anfänger gibt es geführte Touren oder fertige Layouts, welche als Startpunkt für eigene Projekte genutzt werden dürfen. Ferner existieren knapp 130 weiterführende Artikel und Tutorials.

## Verbreitung
Gerade im deutschsprachigen Raum fand das Projekt SELFHTML immerzu Anklang und größere Verbreitung – insbesondere bereits zu Zeiten der offenen HTML-basierten sogenannten statischen Variante, daher noch vor der Umstellung auf ein Wikimedia-basiertes Wiki-System gemäß der Wikipedia selbst. Als umfangreiches Buch zum Nachschlagen war es viele Jahre im deutschsprachigen Raum die HTML-Referenz schlechthin und oft Standard als Lehr- & Nachschlagewerk für HTML, CSS, JavaScript, DHTML und Seiten-Gestaltung.
Zudem war SELFHTML in der Offline-Variante auf vielen Heft-CDs/DVDs verschiedenster deutschsprachiger Computer- & PC-Magazine jener Zeit als Beilage zu finden – so etwa im PC Magazin, oder fand zumindest exemplarisch als HTML-Referenz Erwähnung, so zum Beispiel in einem Beitrag der PC-Welt zum Thema JavaScript.
Eine der Besonderheiten des Projektes war stets, dass es für Interessierte die Möglichkeit der lokalen Installation als HTML-Archiv gab (spiegeln der Online-Variante). So wurde beispielsweise selbst die letzte statische Version 8.1.2 vom 1. März 2007 als Zip-Archiv zur lokalen Installation allein im Zeitraum bis zum 30. Dezember desselben Jahres fast 170.000 Mal heruntergeladen.
| Version          | Zeitraum                | Anzahl  |
| ---------------- | ----------------------- | ------- |
| 8.1.0            | 25.03.2005 – 24.11.2005 | 272.951 |
| 8.1.1            | 24.11.2005 – 01.03.2007 | 347.260 |
| 8.1.2            | 01.03.2007 – 30.12.2007 | 169.484 |
| Gesamt 2005–2007 | Gesamt 2005–2007        | 789.695 |

* Die Zahlen sind den offiziellen Download-Statistiken von SELFHTML entnommen. Den hohen Download-Zahlen nach zu urteilen, wirken diese Zahlen für ein kostenfreies Projekt in Deutsch schon enorm – zu bedenken ist, dass diese Statistiken bereits damals zu einer Zeit des deutlich geringeren Ausbaus der Internet-Infrastruktur erreicht wurden. DSL und Flatrates waren zu diesem Zeitpunkt vielerorts in Deutschland noch nicht Standard.

## Weitere Projektzweige
Neben der SELFHTML-Doku und dem SELFHTML-Forum mit angeschlossener Zitatesammlung gibt es noch ein Blog.